# Emil Weiske

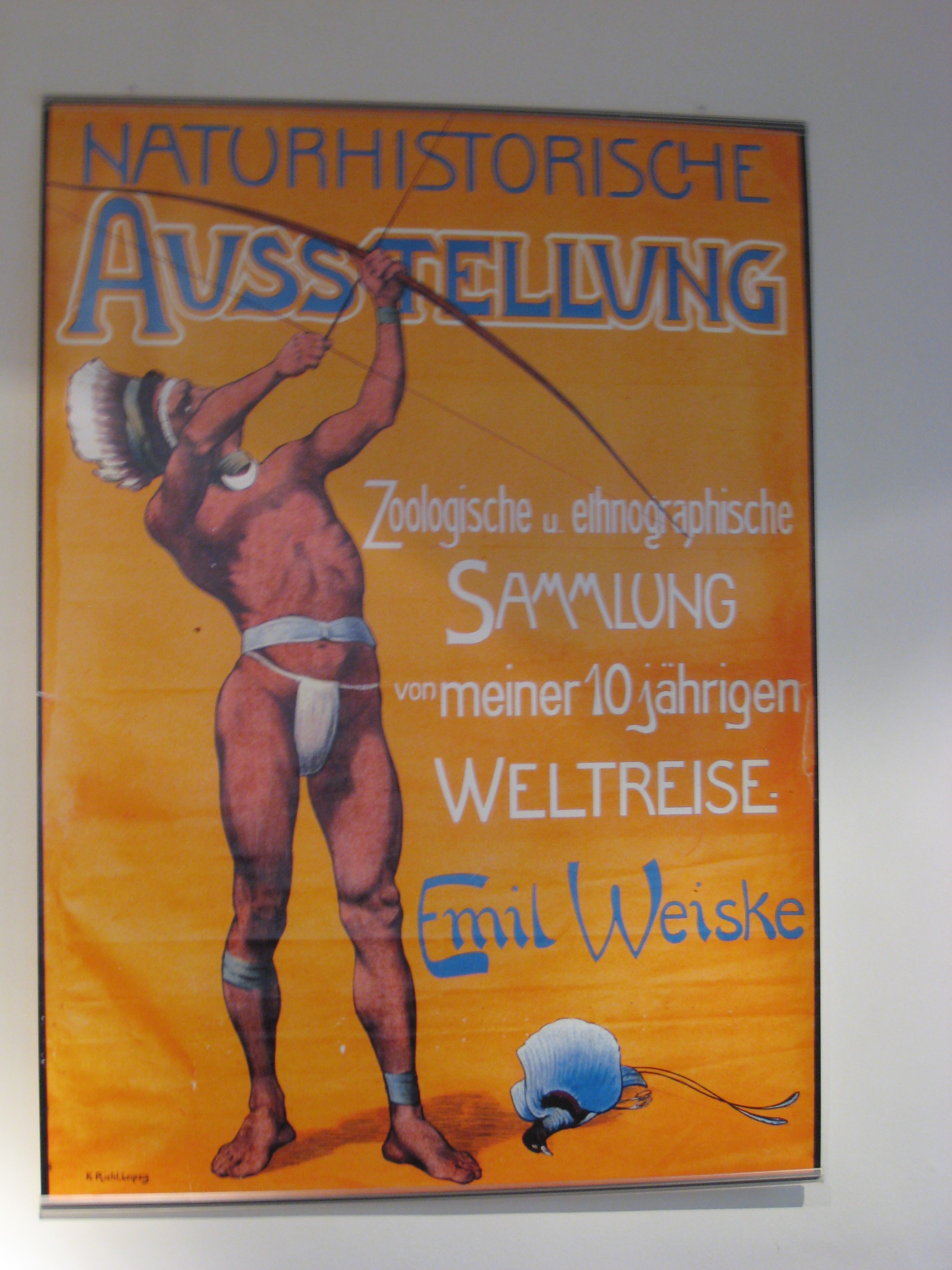
Ausstellungsplakat zur Ausstellung der Sammlungen von Emil Weiske

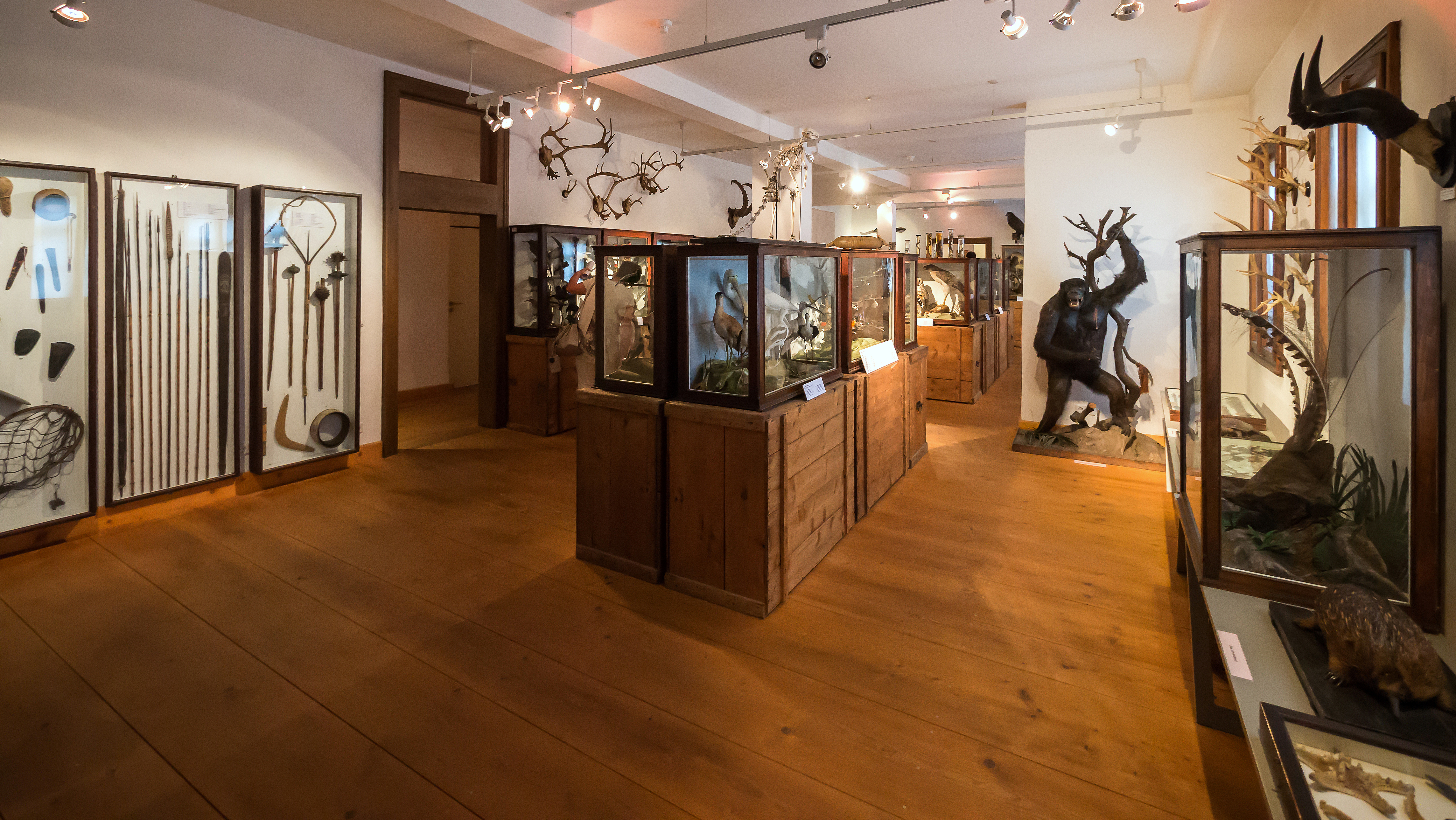
Ausstellung der Sammlungen von Emil Weiske im Stadtmuseum von Saalfeld

Friedrich Emil Weiske (* 19. Mai 1867 in Dolsenhain; † 16. März 1950 in Saalfeld) war ein deutscher Landwirt, Naturforscher, Forschungsreisender und Naturalienhändler.

## Leben
Emil Weiske war ein Sohn des Landwirts Johann Otto Weiske und dessen zweiter aus Wüstenhain stammenden Ehefrau Emilie (1841–1875), geborene Ledig. Emil Weiske lernte nach seiner Schulzeit in Dolsenhain und Gnandstein auf dem väterlichen Bauernhof den Beruf des Landwirts und ging bereits in dieser Zeit mit seinem Vater und seinen älteren Brüdern auf die Jagd.
Am 10. März 1890 reiste er mit dem Schnelldampfer Saale des Norddeutschen Lloyd von Bremen nach New York, erreichte am 27. März 1890 Kalifornien und arbeitete hier auf mehreren Farmen als Farmer und Cowboy.
Am 24. November 1892 reiste Emil Weiske von San Francisco nach Hawaii, wo er sich nach dem Eintreffen am 17. Dezember in Honolulu für ein Jahr zum Dienst in der hawaiianischen Armee verpflichtete, anschließend noch Reisen auf der Hauptinsel unternahm und auf der Insel Maui den Schildvulkan Haleakala durchquerte.
Am 25. März 1894 reiste er zu den Fidschi-Inseln, kam am 4. April in Suva an und arbeitete als Aufseher auf einer Zuckerrohrplantage am Ba River. Nach Krankheit und Verlust seiner Habe durch Diebstahl reiste er zunächst weiter nach Auckland in Neuseeland und dann in die Umgebung von Cairns in Australien, wo er sich bei einem Freund auf einer Kaffeeplantage auskurierte.
Nach seiner Genesung entschloss er sich, die Sammeltätigkeit von Naturalien und Ethnographica berufsmäßig auszuüben. Ab dem 1. Juli 1897 weilte er in Port Moresby, der Hauptstadt des damaligen Britisch-Neuguinea und heutigen Papua-Neuguinea, wo er zehn Reisen in das Innere des Landes unternahm und dabei ab 1898 auch einen Kodak-Fotoapparat für die Herstellung eigener Bilder mitführte.
Beim Fischen mit Dynamit wurde am 9. Februar 1900 seine rechte Hand zerschmettert und musste amputiert werden. Er fuhr daraufhin nach Deutschland zurück, traf am 20. Mai 1900 nach zehnjähriger Abwesenheit wieder in Dolsenhain ein und heiratete wenig später seine Nachbarin Maria Lina Mäder, mit der er dann sechs Kinder hatte.
Seine bei seinen Exkursionen angesammelten Naturalien wie Pflanzen, Insekten, Vögel usw. sowie darüber hinaus auch diverse ethnographische Objekte verkaufte er an zahlreiche Museen und Privatsammler. Mit den ihm verbleibenden Restbeständen gestaltete er im Zeitraum vom 23. bis 29. April 1903 im Gasthaus „Zur Steinschenke“ in Weida eine Ausstellung, wobei die Familie Weiske diesen Gasthof im Jahr danach erwerben konnte, so dass seine private Sammlung ab dieser Zeit ständig in diesem Saal aufgestellt bleiben konnte.
Im Jahr 1908 unternahm er mit Otto Teichmann, dem Inhaber einer Leipziger Zoohandlung, eine zweite Sammelreise nach Sibirien, die beide Naturforscher von Irkutsk bis in die Mongolei führte.
Im Jahr 1910 bereiste er Südamerika, erreichte am 23. Oktober 1910 Buenos Aires, fuhr per Bahn bis Bahia Blanca, unternahm Expeditionen quer durch die patagonische Pampa bis zum Fuß der Anden und trat am 30. Dezember 1910 die Rückreise nach Bahia Blanca an. Von dort startete er am 5. Februar 1911 eine zweite Exkursion, die ihn über Buenos Aires nach Concepción in Paraguay führte, wo er am 14. April 1911 wieder die Rückfahrt nach Deutschland antrat.
Zurück in Deutschland siedelte er nach Saalfeld über und errichtete am Weg zu den Feengrotten in der Sonneberger Straße für seine Sammlung ein Museumsgebäude, das Pfingsten 1922 eingeweiht und in der Folgezeit eine Attraktion der Stadt wurde. Die Museumsbestände gingen 1979 an das Stadtmuseum Saalfeld im Franziskanerkloster über, wo sie heute als „Naturkundliche Sammlung Emil Weiske“ zu sehen sind.
Emil Weiske hat bei seinen Reisen zahlreiche neue Arten entdeckt und anschließend direkt und durch seine Verkäufe teilweise auch indirekt der Wissenschaft zur genauen Beschreibung ihrer taxonomisch relevanten Merkmale und deren wissenschaftliche Benennung, der sogenannten Erstbeschreibung, zugeführt. Zahlreiche dieser in der Folge neu aufgestellten Arten wurden zu Ehren des Sammlers Weiske benannt. So benannte Carl Ribbe ihm zu Ehren die Schmetterlinge Delias weiskei Ribbe, 1900, aus der Familie der Weißlinge und aus der Familie der Ritterfalter (Papilionidae) den Lila gefleckten Schwalbenschwanz Graphium weiskei (Ribbe, 1900). Anton Reichenow widmete ihm neben zahlreichen weiteren Arten den Papuazwergadler Hieraaetus weiskei (Reichenow, 1900).

## Werke
- Zehn Jahre in Amerika, auf den Südsee-Inseln und in Australien: Ein Lebensbild. 6. Auflage, Jüttner, Saalfeld 1922.